# Паковий лід

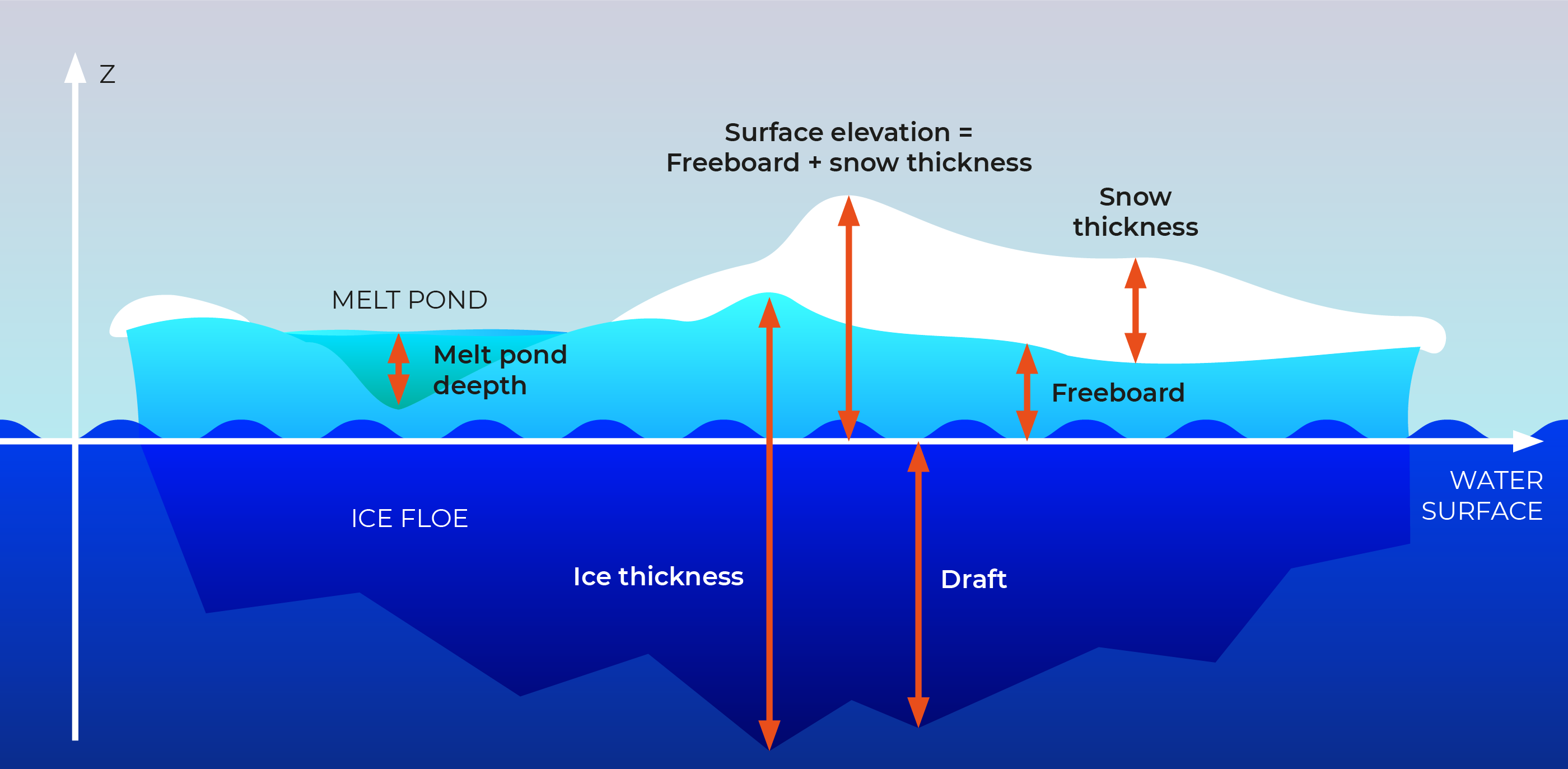

Паковий лід — морський лід товщиною не менше 3 метрів, що проіснував понад два річні цикли наростання і танення. У вигляді великих крижаних полів поширений переважно в Арктичному басейні та Південному океані. Правильніша назва — багаторічний лід.
Англійською мовою під паковим льодом розуміють вільно плаваючі крижані масиви, що сповзли у воду, відірвавшись від льодовиків на суші, а також дрейфуючі крижини, захоплені згодом прибережним льодом.
За даними американського аерокосмічного агентства НАСА, площа льоду в Арктиці постійно зменшується і досягла найнижчого значення від початку супутникових спостережень 1979 року.
В Арктиці зникає паковий лід швидше ніж розраховували, натомість в Антарктиці його стає більше: поширені кліматичні моделі не можуть пояснити це протиріччя. 
Морський лід уже при утворенні має меншу солоність, ніж морська вода. У процесі існування він позбавляється солоності та стає пріснішим і придатним для вживання.

## Ілюстрації

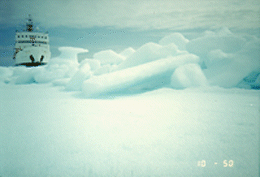
Криголам у молодих льодах
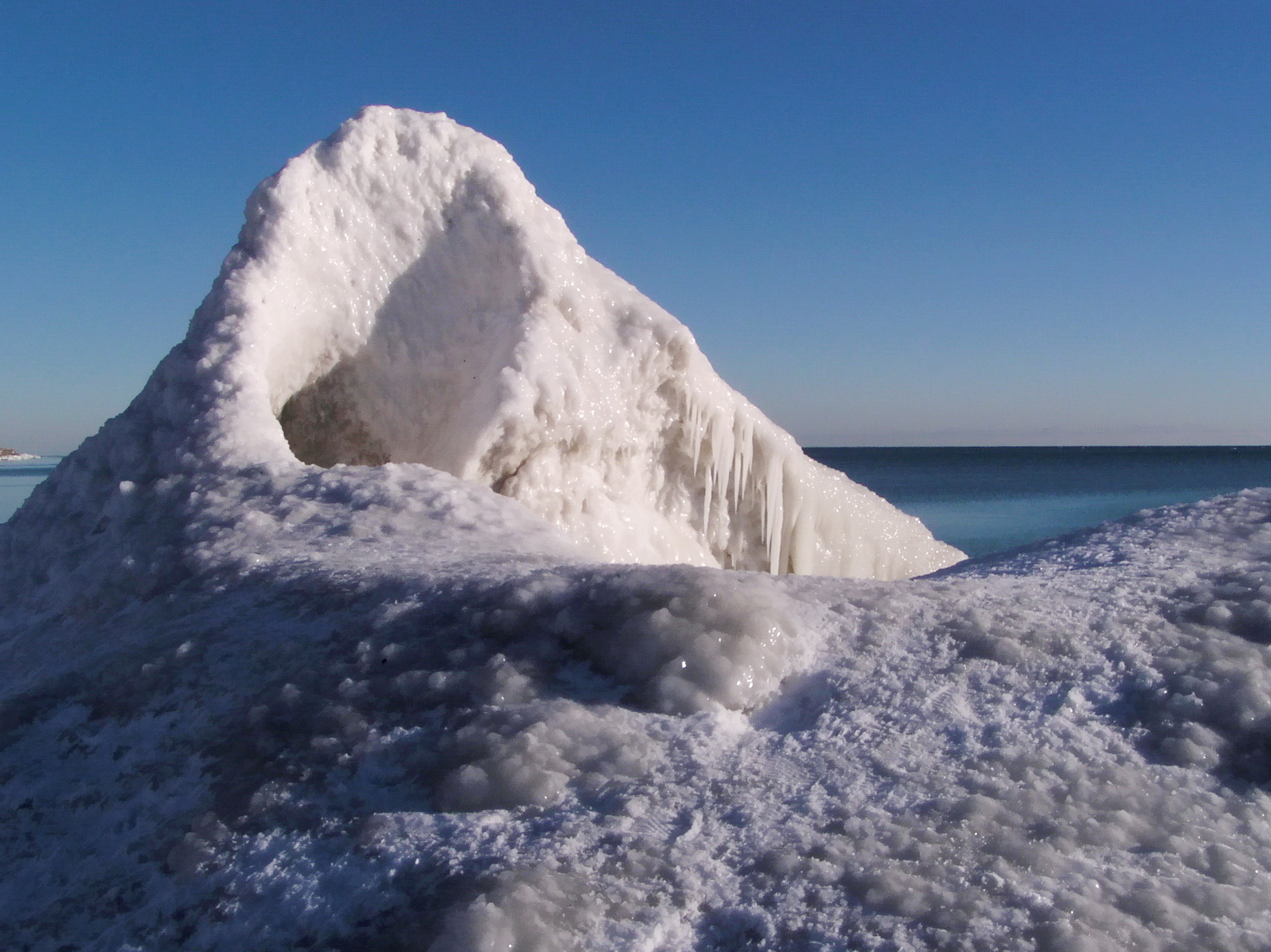
Льодові гори
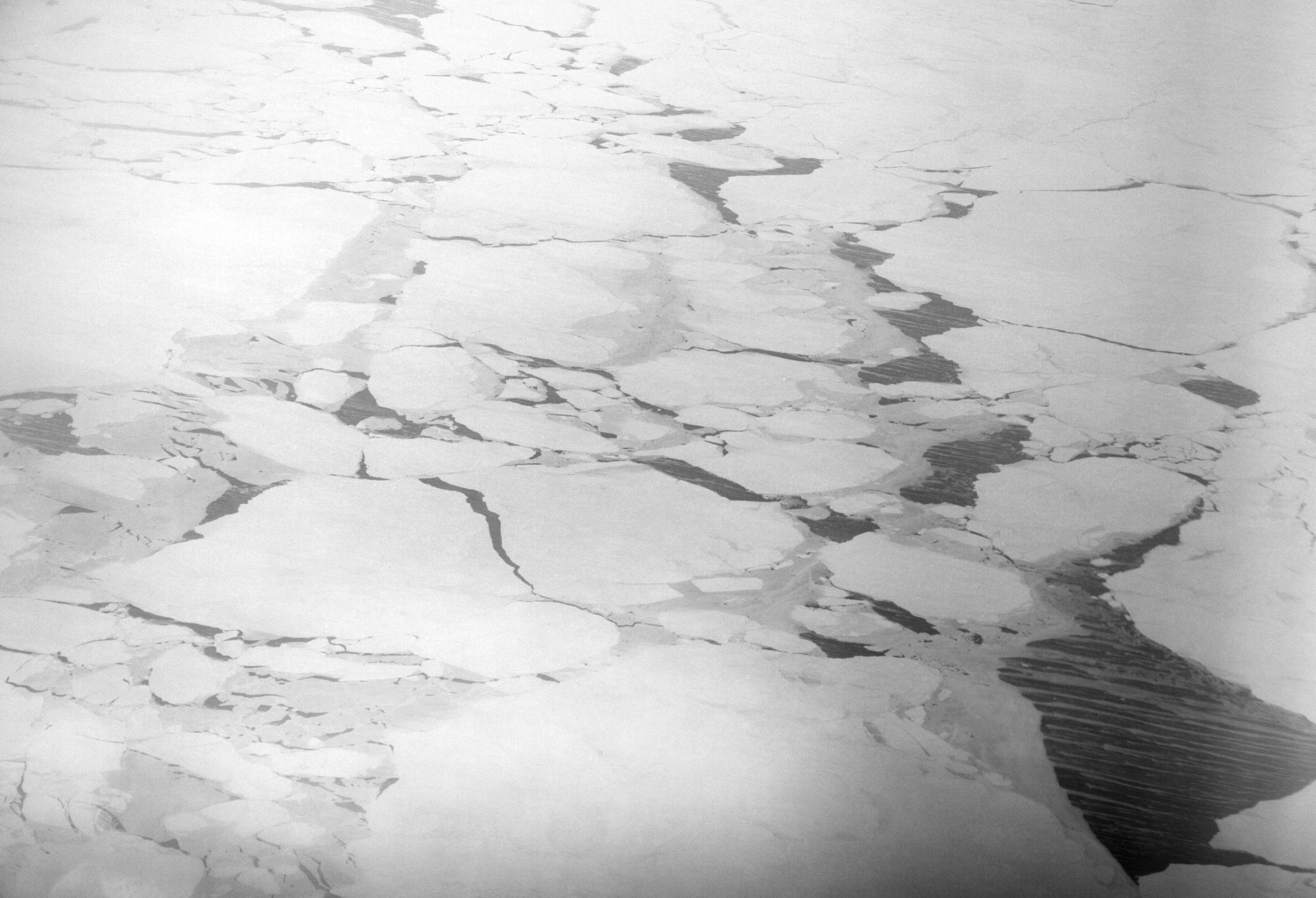
Північна Атлантика
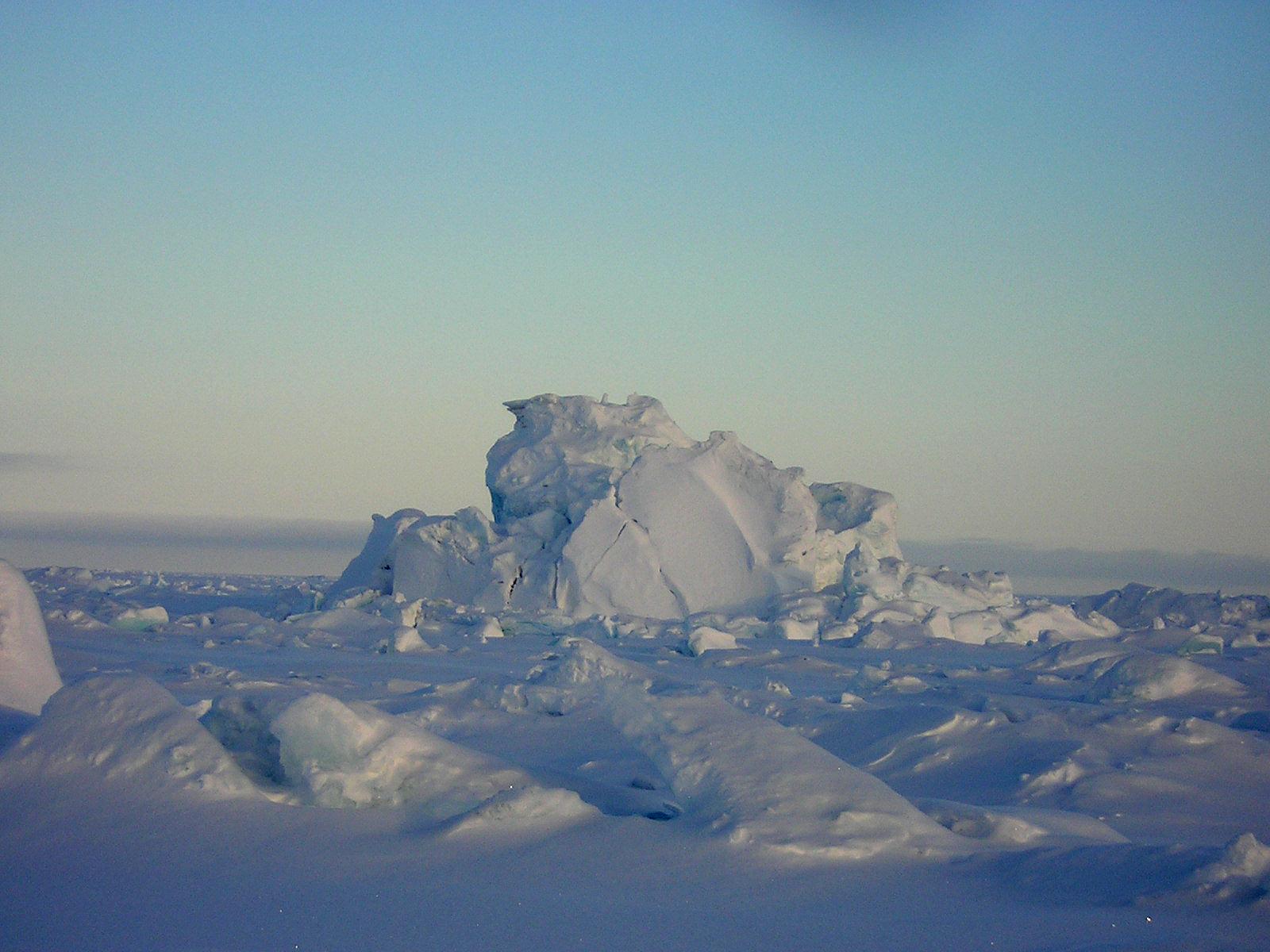